# За демократию и права народов
За демокра́тию и права́ наро́дов — международное сообщество, сформированное 14 июля 2006 года в абхазской столице Сухуме президентами Абхазии, Приднестровской Молдавской Республики и Южной Осетии — Сергеем Багапшем, Игорем Смирновым и Эдуардом Кокойты. По отношению к сообществу в СМИ также используются термины «Содружество непризнанных государств» и «СНГ-2». Исполнительный секретарь — Валерий Лицкай.
Сайт сообщества community-dpr.org перестал обновляться с декабря 2012 года, в январе 2013 года закончился срок регистрации домена. По состоянию на июнь 2014 года сайт организации доступен.

## История
Соглашение о создании содружества было достигнуто четырьмя непризнанными государствами — Абхазия, Южная Осетия, ПМР и НКР в 2001 году на встрече министров иностранных дел в Степанакерте (Ханкенди), столице НКР. 14 июня 2006 года подписана совместная декларация, провозгласившая создание сообщества «За демократию и права народов». НКР, которая была частью соглашения 2001 года, вышла из него в 2004 году, но стала членом в 2007 году. Все четыре государства-члена имели ограниченное международное признание: территория Абхазии и Южной Осетии признается международным сообществом территорией Грузии, Приднестровье — Молдавии, НКР - Азербайджана. НКР прекратила свое существование в результате военной операции Азербайджана в 2023 году.
17 июня 2007 года Сообщество подписало в Тирасполе (столице Приднестровья) совместную декларацию о принципах мирного и справедливого урегулирования грузино-абхазского, грузино-осетинского, карабахского и молдавско-приднестровского конфликтов. Декларация призывает запретить все виды давления, такие как военное развертывание, дипломатическая изоляция, экономическая блокада или информационные войны, во время переговоров по урегулированию конфликтов. Она также призывает к внешним гарантиям возможного политического урегулирования этих конфликтов.
27 сентября 2009 года члены сообщества «За демократию и права народов» договорились об отмене визового режима. Соглашение вступило в силу через месяц после его ратификации парламентами всех трех стран. Срок действия соглашения составлял пять лет, после чего оно было автоматически продлено ещё на пять лет. Это соглашение исключает НКР из сообщества, которая оставила за собой право присоединиться к этому соглашению позднее.

По состоянию на 2017 год совокупное население четырёх стран-участниц составляет 947 480 человек. Абхазия и Южная Осетия добились признания со стороны таких государств-членов ООН, как Венесуэла, Никарагуа, Науру, Россия и Сирия, а также со стороны непризнанной Сахарской Арабской Демократической Республики. Между тем, лидеры Абхазии, Южной Осетии и Приднестровья пообещали интегрировать свои экономики и возможно, добиваться членства в возглавляемом Россией Евразийском экономическом союзе.

## Государства-члены
- Республика Абхазия
- ПМР
- НКР (до 2023 года)
- Южная Осетия

## Административные центры
- Сухум, Абхазия
- Степанакерт, НКР (до 2023 года)
- Тирасполь, ПМР
- Цхинвал[11] (Цхинвали)[12], Южная ОсетияГеополитика постсоветских республик и спорных государств